# فاحشه‌خانه‌های اردوگاهی آلمان در جنگ جهانی دوم
در جنگ جهانی دوم، آلمان نازی در اردوگاه‌های کار اجباری فاحشه‌خانه‌هایی (Lagerbordell یا Freudenabteilungen به معنای «بخش‌های شادی») تأسیس کرد تا بهره‌وری زندانیان را افزایش دهد. استفاده از این فاحشه‌خانه‌ها محدود به زندانیان ممتاز آریایی، عمدتاً کاپوها (کارگزاران زندانی) و افراد جنایتکار بود. زندانیان یهودی طبق قوانین مربوط به ممنوعیت اختلاط نژادی، اجازه استفاده از این فاحشه‌خانه‌ها را نداشتند. در نهایت، این فاحشه‌خانه‌ها هیچ افزایش قابل توجهی در سطح بهره‌وری زندانیان ایجاد نکردند، بلکه موجب شکل‌گیری بازاری برای کوپن‌ها در میان زندانیان ممتاز اردوگاه شدند.
زنانی که به اجبار وارد این فاحشه‌خانه‌ها شدند، عمدتاً از اردوگاه کار اجباری مخصوص زنان راونسبروک آمده بودند، به‌جز آشویتس که از زندانیان خودش استفاده می‌کرد. همراه با فاحشه‌خانه‌های نظامی آلمان در طول جنگ جهانی دوم، تخمین زده می‌شود که دست‌کم ۳۴٬۱۴۰ زن زندانی در دوران رایش سوم به بردگی جنسی واداشته شدند.

## تاریخچه و نحوه عملکرد
نخستین فاحشه‌خانه اردوگاهی در سال ۱۹۴۲ در ماوتهاوزن/گوزن تأسیس شد. پس از ۳۰ ژوئن ۱۹۴۳، یک فاحشه‌خانه در آشویتس در «بلوک ۲۴» دایر بود و از ۱۵ ژوئیه ۱۹۴۳ نیز در بوخن‌والت. فاحشه‌خانه اردوگاه نوینگامه در اوایل سال ۱۹۴۴، در داخائو در ماه مه ۱۹۴۴، در میتلباو-دورا در اواخر تابستان و در زاکسِن‌هاوزن در ۸ اوت ۱۹۴۴ تأسیس شد.دربارهٔ زمان تأسیس فاحشه‌خانه اردوگاه فلوسن‌بیورگ تاریخ‌های متناقضی وجود دارد: یک منبع تابستان ۱۹۴۳ را ذکر می‌کند؛ منبعی دیگر می‌گوید این فاحشه‌خانه تا ۲۵ مارس ۱۹۴۴ افتتاح نشده بود.

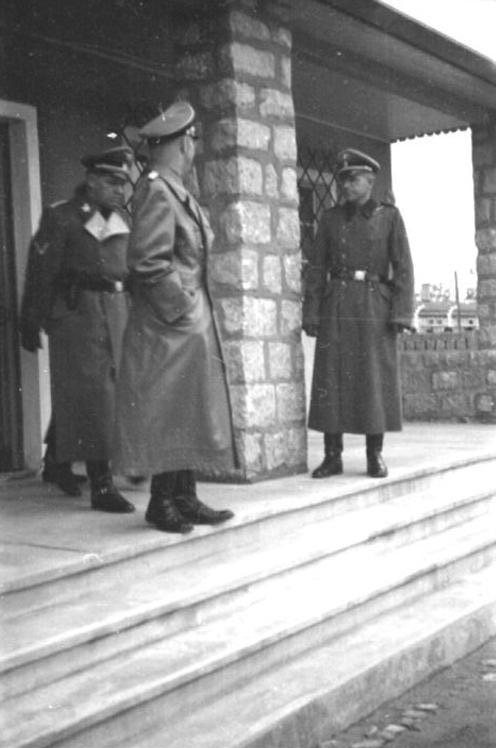
هاینریش هیملر در حال بازدید از فاحشه‌خانه اردوگاهی در ماوتهاوزن (حدوداً ۱۹۴۲)

فاحشه‌خانه‌های اردوگاهی معمولاً به شکل سربازخانه‌هایی ساخته می‌شدند که با حصار سیم‌خاردار احاطه شده بودند و شامل اتاق‌های کوچک جداگانه برای حداکثر ۲۰ زندانی زن بودند. این مکان‌ها تحت نظارت یک ناظر زن (Aufseherin) قرار داشتند. زنان به دلیل خستگی و بیماری به‌طور مرتب تعویض می‌شدند و پس از آن به‌عنوان زندانیان عادی به بیرکناو فرستاده می‌شدند. فاحشه‌خانه‌ها فقط در شب‌ها باز بودند و هیچ زندانی یهودی مرد اجازه ورود نداشت. کسانی که به نوبت مشتریان دسترسی داشتند (فقط «وی‌آی‌پی‌های آریایی»)، باید برای روز مشخصی ثبت‌نام می‌کردند و دو رایش‌مارک برای ۲۰ دقیقه «خدمت» طبق برنامه از پیش تعیین‌شده پرداخت می‌کردند. تطبیق زنان با مشتریان توسط یک مأمور اس‌اس انجام می‌شد. افرادی که به‌طور طعنه‌آمیزی «وی‌آی‌پی‌های آریایی» نامیده می‌شدند، شامل زندانیان مسیحی لهستانی و کسانی بودند که به دلیل فعالیت‌های جنایی به اردوگاه فرستاده شده و مثلث‌های سبز بر لباس داشتند (از این‌رو به آن‌ها «مردان سبز» نیز گفته می‌شد). شواهدی نسبتاً بحث‌برانگیز وجود دارد که در برخی فاحشه‌خانه‌ها، ممکن است زنانی وجود داشته باشند که بر سینه‌شان خالکوبی Feld-Hure («فاحشه میدانی») حک شده بود. برخی از این زنان قربانی عقیم‌سازی اجباری و سقط جنین اجباری شدند که اغلب به مرگ منجر می‌شد. در آشویتس، این زنان عمدتاً آلمانی یا لهستانی بودند – و هیچ‌کدام یهودی نبودند – و اعضای «ورماخت» و «اس‌اس» اجازه نداشتند به آن‌ها مراجعه کنند. یک فاحشه‌خانه نظامی برای سربازان آلمانی و نگهبانان اس‌اس نیز وجود داشت، اما خارج از اردوگاه قرار داشت و تمامی زنان آن فاحشه‌های غیرنظامی آلمانی بودند. اگرچه قطعاً گزارش‌هایی از سوی بازماندگان دربارهٔ سوءاستفاده جنسی نگهبانان مرد آلمانی از زنان یهودی در آشویتس و دیگر اردوگاه‌ها وجود دارد، اما «هیچ مدرک آرشیوی مبنی بر تجاوز نظام‌مند به زنان یهودی در اردوگاه‌ها یا بهره‌کشی جنسی سازمان‌یافته از آنان در فاحشه‌خانه‌های نازی وجود ندارد.»
این فاحشه‌خانه‌ها در خاطرات و رمان‌هایی از بازماندگان ذکر شده‌اند، از جمله رمان «خانه عروسک‌ها» نوشته کات‌زت‌نیک در سال ۱۹۵۳، خاطرات «آیا این یک انسان است» اثر پریمو لوی در سال ۱۹۴۷، و کتاب «مردانی با مثلث صورتی» نوشته یوزف کوهوت با نام مستعار هاینتس هگر؛ اما تا اواسط دهه ۱۹۹۰ موضوع مطالعه علمی نبودند، تا اینکه انتشاراتی از سوی پژوهشگران زن سکوت علمی در این باره را شکستند.
گاهی اوقات نیروهای اس‌اس با وعده رفتار انسانی‌تر یا کاهش مدت محکومیت نامشخص، زنان را ترغیب به خدمت در فاحشه‌خانه‌ها می‌کردند. این موضوع موجب خشم یا حسادت میان سایر زندانیان زن می‌شد. نینا میخائیلونا، یک زندانی روس اردوگاه، گزارش داده است: «وقتی فهمیدیم دختری از بلوک ما انتخاب شده، او را گرفتیم، پتو رویش انداختیم و آن‌قدر کتکش زدیم که به سختی می‌توانست تکان بخورد. معلوم نبود که آیا خوب می‌شود یا نه. آن‌ها فقط می‌خواستند زندگی بهتری داشته باشند و ما این‌طور مجازاتشان کردیم.»

## زندانیان همجنس‌گرا و فاحشه‌خانه‌های اردوگاهی
هاینریش هیملر همچنین تلاش کرد از این فاحشه‌خانه‌ها برای آموزش «لذت‌های جنس مخالف» به زندانیانی که مثلث صورتی داشتند استفاده کند؛ یعنی به‌عنوان نوعی «درمان» برای همجنس‌گرایی آن‌ها. هگر ادعا می‌کند که هیملر دستور داده بود تمامی زندانیان همجنس‌گرا هفته‌ای یک‌بار به‌طور اجباری به فاحشه‌خانه اردوگاه برده شوند تا از این طریق از همجنس‌گرایی «درمان» شوند.

## اشاره‌های فرهنگی
مستند فرانسوی «شب و مه» در سال ۱۹۵۵ به وجود فاحشه‌خانه‌های اردوگاه‌های کار اجباری اشاره کرده بود. این فیلم به کارگردانی آلن رنه شامل تصاویر گسترده‌ای از اردوگاه‌ها بود و بر پایه مصاحبه با بازماندگان ساخته شده بود. فاحشه‌خانه‌های اردوگاه‌های کار اجباری آلمان همچنین در فیلم‌های داستانی بهره‌کشانه نازی در دهه ۱۹۷۰ بازآفرینی شدند، مانند: «ایلسا، ماده‌گرگ اس‌اس»، «آخرین ارجی گشتاپو»، «اردوگاه عشق ۷»، «اردوگاه آزمایش‌های انسانی اس‌اس» و «اردوگاه عشق نازی ۲۷». نمونه‌هایی از ادبیات اسرائیلی دربارهٔ این موضوع شامل رمان «خانه عروسک‌ها» نوشته یهی‌ئل دنور (که آن را با استفاده از شماره اردوگاهی‌اش Ka-Tsetnik 135633 منتشر کرد) و ژانر داستانی «استالاگ» می‌شود.
نویسنده اهل چک، آرنوشت لوستیگ، رمانی با عنوان چشم‌های سبز دوست‌داشتنی (با شابک: 1559706961) نوشته است که داستان دختری ۱۵ ساله یهودی را روایت می‌کند که به اردوگاهی تبعید شده و در طول جنگ جهانی دوم مجبور به خدمت در یک فاحشه‌خانه اردوگاهی می‌شود. در سریال درام استرالیایی جایی که می‌توان آن را خانه نامید که داستان آن در دهه ۱۹۵۰ می‌گذرد، شخصیت اصلی، سارا آدامز، یک زن استرالیایی است که به یهودیت گرویده و پیش از آنکه به اجبار به فاحشه‌خانه اردوگاه فرستاده شود، در اردوگاه کار اجباری راونسبروک بوده است.
گروه راک انگلیسی جوی دیویژن نام خود را از فاحشه‌خانه‌های اردوگاه در آشویتس گرفته بود، آن‌چنان‌که در رمان *خانه عروسک‌ها* (۱۹۵۳) توصیف شده است.